# الدوري الأمريكي لكرة السلة للمحترفين 2019–20
الدوري الأمريكي لكرة السلة للمحترفين 2019–20 هو موسم من إن بي أي. أقيم خلال الفترة أكتوبر 2019 وحتى يونيو 2020، وأشرف على تنظيمه إن بي أي، وكان عدد الأندية المشاركة فيه  30.